# Villaminaya
Villaminaya község Spanyolországban, Toledo tartományban. Villaminaya Almonacid de Toledo, Mascaraque, Orgaz, Chueca és Nambroca községekkel határos. Lakosainak száma 497 fő (2024).

## Népesség
A település népessége az utóbbi években az alábbiak szerint változott:
| Lakosok száma | 636  | 594  | 594  | 592  | 589  | 565  | 552  | 527  | 508  | 497  |
|               | 2001 | 2004 | 2007 | 2009 | 2012 | 2014 | 2017 | 2019 | 2022 | 2024 |